# Деннис, Кларенс
Кларенс Майкл Джеймс Станислаус Деннис известный, как CJ Dennis (англ. Clarence Michael James Stanislaus Dennis; 7 сентября 1876, Оберн, Южная Австралия —22 июня 1938, Мельбурн, штат Виктория, Австралия) — австралийский поэт, прозаик, журналист.
Как и Э. Б. Патерсон и Генри Лоусон является одним из самых известных австралийских поэтов и писателей.

## Биография
Окончил колледж в Аделаиде. С 19 лет работал нотариусом. Примерно, тогда же опубликовал своё первое стихотворение. Публиковался в "The Bulletin"э

## Творчество
Деннис — поэт-сатирик и юморист, в своих повествовательных историях описывает приключения популярных людей-изгоев.

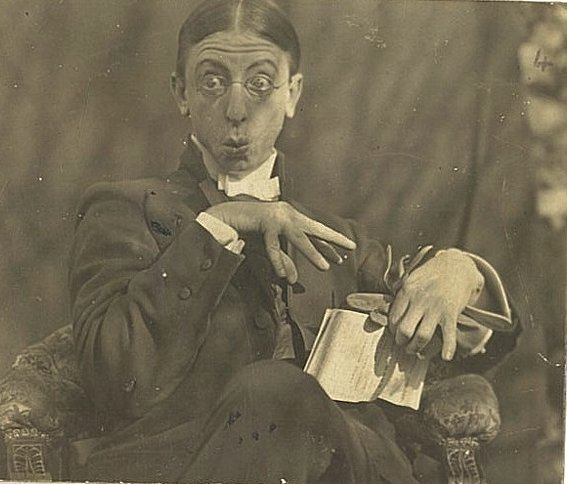
CJ Dennis

Автор поэмы «Песни сентиментального парня» (1915). Также ему принадлежит много стихов и произведений для детей.
Его поэма «Песни сентиментального парня» в первый год после опубликования (1916) продана в количестве 65 000 экземпляров, а в 1917 году он был самым процветающим поэтом в австралийской истории.

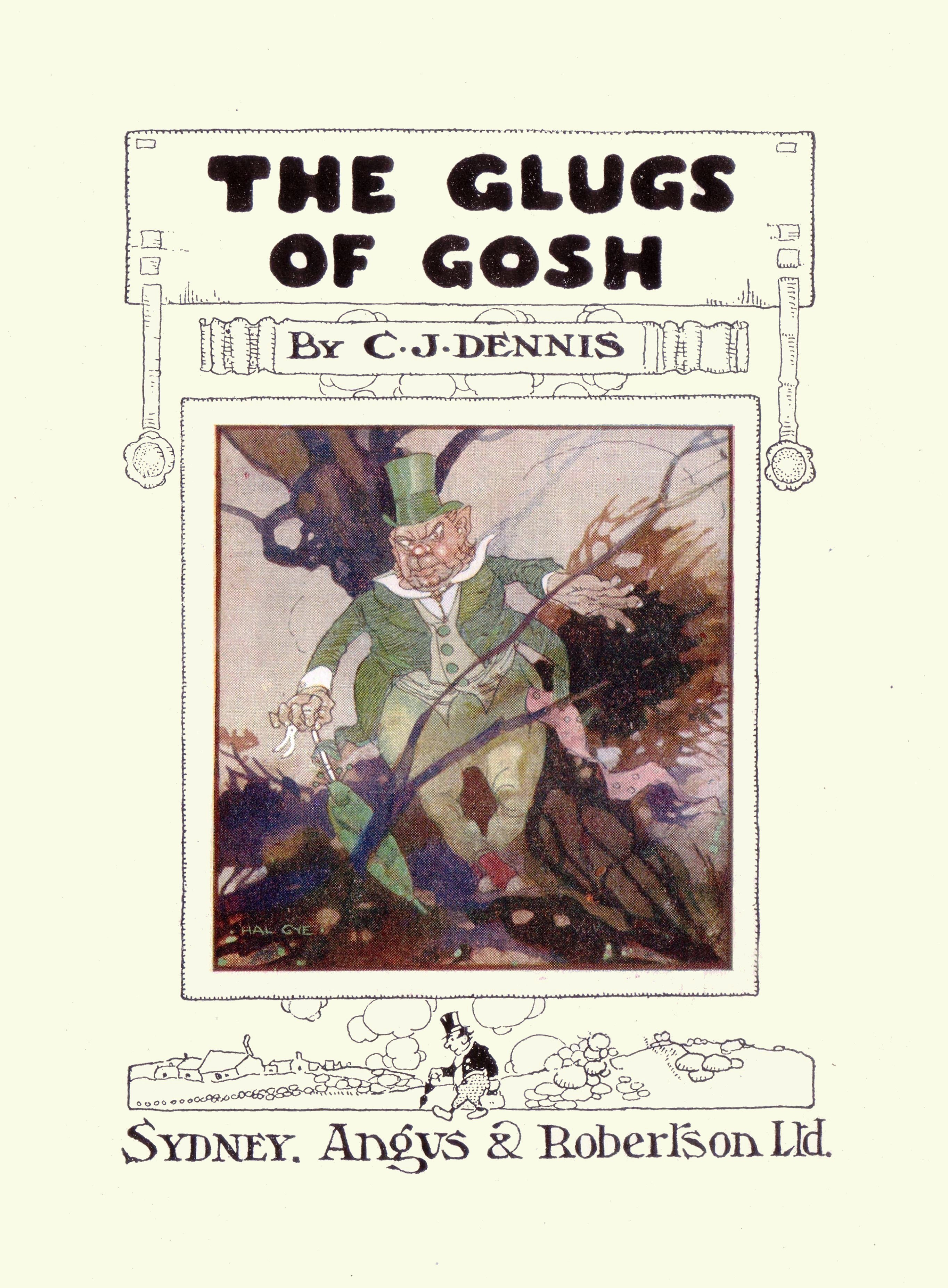

После смерти его премьер-министр Австралии Дж. Лайонс сравнил CJ Dennisа с Робертом Бёрнсом.

## Избранные публикации
- Backblock Ballads and Other Verses (1913)
- The Songs of a Sentimental Bloke (1915)
- The Moods of Ginger Mick (1916)
- The Glugs of Gosh (1917)
- Doreen (1917)
- Digger Smith (1918)
- Backblock Ballads and Later Verses (1918)
- Jim of the Hills (1919)
- A Book for Kids (1921)
- Rose of Spadgers (1924)
- The Singing Garden (1935).

## Память
В штате Виктория в 1985 г. учреждена литературная Премия премьер-министра Виктории за поэзию известная как Премия CJ Dennis за поэзию.